# Metal Works 1973 - 1993
Metal Works er et opsamlingsalbum af det britiske heavy metal-band Judas Priest, som blev udgivet i 1993. Metal Works blev genudgivet som en kvalitetsforbedret udgave i 2001 med den samme sporliste. Alle albummene er repræsenteret på opsamlingsalbummet med undtagelse af Rocka Rolla. "Victim of Changes" var den eneste sang fra Sad Wings of Destiny, og i stedet for studieversionene blev der brugt en liveversion taget fra koncertalbummet Unleashed in the East. Grunden til at disse to udgivelser var blevet undladt, skyldtes mere, de var udgivet gennem et andet pladeselskab frem for deres kvalitet. 
Det var bandet selv der valgte sangene til Metal Works, og skrev kommentarerne på pladeomslaget.

## Spor
Alle sangene er skrevet af Rob Halford, K.K. Downing og Glenn Tipton medmindre andet står noteret.

### Disk et
1. "The Hellion" – 0:41
2. "Electric Eye" – 3:39
3. "Victim of Changes" (Live) (Al Atkins, Halford, Downing, Tipton) – 7:12
4. "Painkiller" – 6:06
5. "Eat Me Alive" – 3:34
6. "Devil's Child" – 4:48
7. "Dissident Aggressor" – 3:07
8. "Delivering the Goods" – 4:16
9. "Exciter" (Halford, Tipton) – 5:34
10. "Breaking the Law" – 2:35
11. "Hell Bent for Leather" (Tipton) – 2:41
12. "Blood Red Skies" – 7:50
13. "Metal Gods" – 4:00
14. "Before the Dawn" – 3:23
15. "Turbo Lover" – 5:33
16. "Ram It Down" – 4:48
17. "Metal Meltdown" – 4:48

### Disk to
1. "Screaming for Vengeance" – 4:43
2. "You've Got Another Thing Comin'" – 5:09
3. "Beyond the Realms of Death" (Halford, Les Binks) – 6:53
4. "Solar Angels" – 4:04
5. "Bloodstone" – 3:51
6. "Desert Plains" – 4:36
7. "Wild Nights, Hot & Crazy Days" – 4:39
8. "Heading Out to the Highway" (Live) – 4:53# "Living After Midnight" – 3:31
9. "A Touch of Evil" (Halford, Downing, Tipton, Chris Tsangarides) – 5:45
10. "The Rage" – 4:44
11. "Night Comes Down" – 3:58
12. "Sinner" (Halford, Tipton) – 6:43
13. "Freewheel Burning" – 4:22
14. "Night Crawler" – 5:45